# Thokozani Khupe
Thokozani Khupe, née le 18 novembre 1963 à Makokoba (Rhodésie du Sud), est une femme politique zimbabwéenne. Membre du Mouvement pour le changement démocratique – Tsvangirai, elle est vice-Première ministre entre 2009 et 2013.

### Sources
- (en) Cet article est partiellement ou en totalité issu de l’article de Wikipédia en anglais intitulé « Thokozani Khuphe » (voir la liste des auteurs).